# Shattered Dreams (film 1922)
Shattered Dreams è un film muto del 1922 diretto da Paul Scardon. Prodotto e distribuito dalla Universal Film Manufacturing Company di Carl Laemmle, il film - di genere drammatico - aveva come interpreti Miss DuPont, Bertram Grassby, Herbert Heyes, Eric Mayne.
La sceneggiatura di J. Grubb Alexander si basa su Wind Along the Waste, romanzo di Maude Annesley pubblicato a New York nel 1910.

## Trama
A Parigi, Marie Moselle, una scultrice dilettante, litiga con il fidanzato Théophile in merito alle sue ambizioni artistiche che lui non riesce a capire, inorridito anche dal nuovo modello che Marie si è scelta: il rozzo Louis, un gigantesco apache dei bassifondi. Marie è sia attratta dalla sua mascolinità che respinta dai modi volgari e grossolani dell'uomo. Alla fine, scossa da quell'esperienza, torna dal raffinato Théophile, che la rassicura con la sua dolcezza. Louis, allora, va da lei con l'intenzione di portarsela via. Marie, per difendersi, gli spara. L'uomo, ferito, viene ricoverato in ospedale. Marie, pentita per il suo gesto estremo, lo va a visitare. Al suo capezzale viene così a sapere che Louis, in realtà, è un gentiluomo che è finito a vivere tra i reietti della società per aver sofferto di psicosi traumatica. Marie, rendendosi conto del coraggio di Louis e di tutto quello che ha dovuto sopportare, adesso comincia ad amarlo.

## Produzione
Il film fu prodotto dalla Universal Film Manufacturing Company. L'8 ottobre 1921, Motion Picture News annunciava che il prossimo film di Miss DuPont, dove avrebbe recitato a fianco di Herbert Heyes, si sarebbe intitolato Clay.

## Distribuzione
Il copyright del film, richiesto dalla Universal Film Manufacturing Co., fu registrato il 22 dicembre 1921 con il numero LP17392.

Distribuito dalla Universal Film Manufacturing Company e presentato da Carl Laemmle, il film uscì nelle sale cinematografiche statunitensi il 2 gennaio 1922.
Non si conoscono copie ancora esistenti della pellicola che viene considerata presumibilmente perduta.